# Wasyl Wowkun
Wasyl Wołodymyrowycz Wowkun, ukr. Василь Володимирович Вовкун (ur. 16 czerwca 1957 w Macoszynie w obwodzie lwowskim) – ukraiński aktor, minister kultury i turystyki (2007–2010).

## Życiorys
Ukończył studia w instytucie przekształconym później w Kijowski Narodowy Uniwersytet Teatru, Kina i Telewizji im. Iwana Karpenki-Karego. Przez wiele lat był związany z teatrami w Kijowie i Czerniowcach. Zajmował się również organizacją festiwali oraz dni ukraińskiej kultury i sztuki w kraju i za granicą.
18 grudnia 2007 w nowo powołanym rządzie Julii Tymoszenko został ministrem kultury i turystyki. Funkcję tę pełnił do 11 marca 2010. W 2017 został dyrektorem Opery Lwowskiej.